# KNHC
KNHC (89.5 FM) ist ein High-School-Radiosender der Klasse C1 mit Sitz in Seattle, Washington.
C89.5 bietet eine Mischung aus aktuellen EDM-Produkten und rhythmischen Top-40-Remixen sowie neuen Dance-Songs, die potenzielle künftige Hits sind, alle in einer Top-40-ähnlichen Ausrichtung.
KNHC ist einer von sechs Sendern, die von Nielsen BDS für die Aufnahme in die wöchentlichen Dance/Mix Show Airplay-Charts der Zeitschrift Billboard überwacht werden.

## Betrieb

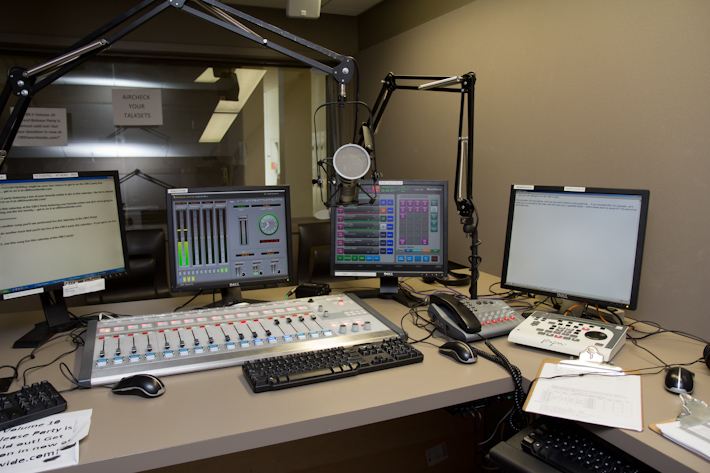
KNHCs On-Air-Studio A seit 2009

KNHC gehört den öffentlichen Schulen von Seattle und wird von professionellen Mitarbeitern betrieben, die den Schülern der Nathan Hale High School im Norden Seattles eine Ausbildung im Bereich der elektronischen Medien anbieten. Die Mitarbeiter beaufsichtigen die Schüler bei der Produktion, Programmierung, Musikauswahl, dem Verfassen von Texten und der Moderation der Sendungen. Einige regelmäßige Sendungen werden von Ehemaligen oder freiwilligen Helfern moderiert.
KNHC sendet im HD-Radioformat. Seine beste Reichweite hat er mit ca. 130 km im Großraum Seattle.
Mit Hilfe von Apps für iOS und Android können die Programme auch mittels Webstreaming empfangen werden und erreichen nach eigenen Angaben wöchentlich 200.000 Hörer.

## Geschichte
KNHC ging im Dezember 1969 als AM-Sender mit sehr geringer Leistung auf Sendung und sendete mit 100 Milliwatt auf 1210 kHz. Doch schon bald entschloss sich die High School, einen UKW-Sender zu bauen. Im September 1970 erhielt KNHC seine FM-Baugenehmigung und ging im Januar 1971 auf Sendung. Der Sender befand sich in der Wedgwood Elementary School; er sendete mit 10 Watt und deckte einen Umkreis von etwa 5 Meilen im nördlichen Teil von Seattle ab.
Im September 1972 erhöhte der Sender seine Leistung auf 320 Watt und drei Monate später begann er mit Stereosendungen. Eine zweite Leistungserhöhung im November 1974 steigerte die ERP auf 1500 Watt (direktional).